# Puru (Estland)
Koordinaten: 59° 19′ N, 27° 24′ O
Puru ist ein Dorf (estnisch küla) in der Landgemeinde Jõhvi (Jõhvi vald). Es liegt im Kreis Ida-Viru (Ost-Wierland) im Nordosten Estlands.
Das Dorf hat 79 Einwohner (Stand 1. Januar 2012). Es wurde erstmals 1241 im Liber Census Daniæ urkundlich erwähnt.

## Persönlichkeiten
Bekanntester Sohn des Ortes ist der estnische Theologe und Politiker Peeter Põld (1878–1930), der in Puru geboren wurde.